# Jason Robertson
Jason Robertson (Arcadia, California, 22 de julio de 1999) es un jugador profesional estadounidense de hockey sobre hielo que se desempeña en la posición de extremo izquierdo en Dallas Stars, equipo de la National Hockey League (NHL).

## Carrera
Fue seleccionado en la segunda ronda en la NHL Entry Draft de 2017. En 2019 hizo su debut profesional con el equipo Dallas Stars, donde lleva jugando cinco temporadas.